# سیارک ۲۳۳۰۸
سیارک ۲۳۳۰۸ (به انگلیسی: 23308 Niyomsatian، نامگذاری:2001AS21) بیست و سه هزار و سیصد و هشتمین سیارک کشف شده‌است که در ۳ ژانویه ۲۰۰۱ کشف شد.
قدر مطلق سیارک برابر ۱۱.۲ است.